# Pedro Damiano
 Pedro Damiano  (en portuguès Pedro Damião), més conegut pel sobrenom rebut a Itàlia, Damiano Portoghese, va ser un jugador i escriptor d'escacs jueu de Portugal, que va viure durant la segona meitat del segle XV i començaments del segle xvi.
|  |

## Biografia
Damiano, portuguès d'origen jueu, va ser una víctima del decret d'expulsió dels jueus de Portugal, edictat el desembre de 1496 pel rei Manuel I, que causà que hagués de fugir a Itàlia. A Roma, hi va publicar, en italià, un important tractat d'escacs, al qual va posar per títol «Questo libro e da impare giocare a scachi et de la partite», l'any 1512, i que va veure vuit edicions al segle xvi.
Damiano Portoghese és una figura enigmàtica que ha donat peu a nombroses confusions que tendeixen a repetir-se en la moderna historiografia dels escacs. El primer error es refereix al nom del tractadista; va ser el seu divulgador Diogo Barbosa Machado (1682-1772) qui en la seva obra «Biblioteca lusitana», escrita entre 1741 i 1758, digué que es deia Pedro, confonent-lo probablement amb sant Pere Damià (1007-1072), bisbe d'Ostia, que va condemnar el 1061 la pràctica dels escacs pels membres del clergat.
El lloc d'origen de Damiano també és discutit. Va ser també Barbosa qui el va considerar natural de la ciutat d'Odemira, a l'Alentejo, però encara no hi ha cap prova que avali aquesta afirmació. Barbosa també va afirmar que la professió de Damiano era la d'apotecari, igualment sense proves, i segurament influït perquè el sant protector dels metges i apotecaris a Portugal és sant Damiano.
També la mort de Damiano és una incògnita. La data que normalment se'n dona és 1524, però en aquesta època ja hauria d'estar mort, perquè la tercera edició del seu tractat es titula Libro da imparare giochare à scachi, et de belissimi partiti, reuisti & recoretti, & com summa diligentia da molti famosissimi giocatori emendati, de la qual cosa es dedueix que les correccions no van ser fetes pel mateix Damiano. Així doncs, sembla que Damiano era un pseudònim, adoptat amb la intenció d'ocultar el seu veritable nom, una pràctica habitual entre els jueus i els cristians nous.

## ElLibro da imparare giochare à scachi
En el seu tractat, una de les fonts del qual fou clarament el llibre Repetición de Amores et Arte de Axedrez con CL Juegos de Partido de 1497 de Luis Ramírez de Lucena, Damiano hi descriu les regles del joc, recull nombroses obertures i finals, partides completes, problemes d'escacs, i fins i tot un capítol sobre com jugar a la cega. També hi ha consells de caràcter tàctic i estratègic, en general. És el llibre més antic que diu clarament que la casella de la cantonada de la dreta de la primera fila del tauler ha de ser blanca (Murray 1913, 788–89).
En les anàlisis d'obertures, Damiano suggereix que després de 1.e4 e5 2.Cf3 la millor resposta és 2...Cc6 i que 2...d6 (actualment anomenada defensa Philidor) no és tan bona. Damiano condemna, correctament, 2...f6 com a la pitjor defensa, però irònicament a aquesta jugada se li ha donat el seu nom (defensa Damiano). Damiano deia també que 1.e4 i 1.d4 eren les úniques jugades inicials a considerar, i que 1.e4 és millor. Analitza parcialment el Giuoco Piano, la defensa Petrov, i el gambit de dama acceptat.
Aquest tractat es va traduir a les principals llengües europees, i va influir molt en els escacs dels segles següents. Fins i tot, al segle xix va ser reeditat i estudiat pels grans jugadors romàntics.

### Problemes d'exemple
|   | a | b | c | d | e | f | g | h |   |
| 8 | a8 negres rei · b8 negres torre · h8 negres torre · a7 negres peó · e4 negres dama · b2 blanques torre · f2 blanques dama · a1 blanques rei · b1 blanques torre | a8 negres rei · b8 negres torre · h8 negres torre · a7 negres peó · e4 negres dama · b2 blanques torre · f2 blanques dama · a1 blanques rei · b1 blanques torre | a8 negres rei · b8 negres torre · h8 negres torre · a7 negres peó · e4 negres dama · b2 blanques torre · f2 blanques dama · a1 blanques rei · b1 blanques torre | a8 negres rei · b8 negres torre · h8 negres torre · a7 negres peó · e4 negres dama · b2 blanques torre · f2 blanques dama · a1 blanques rei · b1 blanques torre | a8 negres rei · b8 negres torre · h8 negres torre · a7 negres peó · e4 negres dama · b2 blanques torre · f2 blanques dama · a1 blanques rei · b1 blanques torre | a8 negres rei · b8 negres torre · h8 negres torre · a7 negres peó · e4 negres dama · b2 blanques torre · f2 blanques dama · a1 blanques rei · b1 blanques torre | a8 negres rei · b8 negres torre · h8 negres torre · a7 negres peó · e4 negres dama · b2 blanques torre · f2 blanques dama · a1 blanques rei · b1 blanques torre | a8 negres rei · b8 negres torre · h8 negres torre · a7 negres peó · e4 negres dama · b2 blanques torre · f2 blanques dama · a1 blanques rei · b1 blanques torre | 8 |
| 7 | a8 negres rei · b8 negres torre · h8 negres torre · a7 negres peó · e4 negres dama · b2 blanques torre · f2 blanques dama · a1 blanques rei · b1 blanques torre | a8 negres rei · b8 negres torre · h8 negres torre · a7 negres peó · e4 negres dama · b2 blanques torre · f2 blanques dama · a1 blanques rei · b1 blanques torre | a8 negres rei · b8 negres torre · h8 negres torre · a7 negres peó · e4 negres dama · b2 blanques torre · f2 blanques dama · a1 blanques rei · b1 blanques torre | a8 negres rei · b8 negres torre · h8 negres torre · a7 negres peó · e4 negres dama · b2 blanques torre · f2 blanques dama · a1 blanques rei · b1 blanques torre | a8 negres rei · b8 negres torre · h8 negres torre · a7 negres peó · e4 negres dama · b2 blanques torre · f2 blanques dama · a1 blanques rei · b1 blanques torre | a8 negres rei · b8 negres torre · h8 negres torre · a7 negres peó · e4 negres dama · b2 blanques torre · f2 blanques dama · a1 blanques rei · b1 blanques torre | a8 negres rei · b8 negres torre · h8 negres torre · a7 negres peó · e4 negres dama · b2 blanques torre · f2 blanques dama · a1 blanques rei · b1 blanques torre | a8 negres rei · b8 negres torre · h8 negres torre · a7 negres peó · e4 negres dama · b2 blanques torre · f2 blanques dama · a1 blanques rei · b1 blanques torre | 7 |
| 6 | a8 negres rei · b8 negres torre · h8 negres torre · a7 negres peó · e4 negres dama · b2 blanques torre · f2 blanques dama · a1 blanques rei · b1 blanques torre | a8 negres rei · b8 negres torre · h8 negres torre · a7 negres peó · e4 negres dama · b2 blanques torre · f2 blanques dama · a1 blanques rei · b1 blanques torre | a8 negres rei · b8 negres torre · h8 negres torre · a7 negres peó · e4 negres dama · b2 blanques torre · f2 blanques dama · a1 blanques rei · b1 blanques torre | a8 negres rei · b8 negres torre · h8 negres torre · a7 negres peó · e4 negres dama · b2 blanques torre · f2 blanques dama · a1 blanques rei · b1 blanques torre | a8 negres rei · b8 negres torre · h8 negres torre · a7 negres peó · e4 negres dama · b2 blanques torre · f2 blanques dama · a1 blanques rei · b1 blanques torre | a8 negres rei · b8 negres torre · h8 negres torre · a7 negres peó · e4 negres dama · b2 blanques torre · f2 blanques dama · a1 blanques rei · b1 blanques torre | a8 negres rei · b8 negres torre · h8 negres torre · a7 negres peó · e4 negres dama · b2 blanques torre · f2 blanques dama · a1 blanques rei · b1 blanques torre | a8 negres rei · b8 negres torre · h8 negres torre · a7 negres peó · e4 negres dama · b2 blanques torre · f2 blanques dama · a1 blanques rei · b1 blanques torre | 6 |
| 5 | a8 negres rei · b8 negres torre · h8 negres torre · a7 negres peó · e4 negres dama · b2 blanques torre · f2 blanques dama · a1 blanques rei · b1 blanques torre | a8 negres rei · b8 negres torre · h8 negres torre · a7 negres peó · e4 negres dama · b2 blanques torre · f2 blanques dama · a1 blanques rei · b1 blanques torre | a8 negres rei · b8 negres torre · h8 negres torre · a7 negres peó · e4 negres dama · b2 blanques torre · f2 blanques dama · a1 blanques rei · b1 blanques torre | a8 negres rei · b8 negres torre · h8 negres torre · a7 negres peó · e4 negres dama · b2 blanques torre · f2 blanques dama · a1 blanques rei · b1 blanques torre | a8 negres rei · b8 negres torre · h8 negres torre · a7 negres peó · e4 negres dama · b2 blanques torre · f2 blanques dama · a1 blanques rei · b1 blanques torre | a8 negres rei · b8 negres torre · h8 negres torre · a7 negres peó · e4 negres dama · b2 blanques torre · f2 blanques dama · a1 blanques rei · b1 blanques torre | a8 negres rei · b8 negres torre · h8 negres torre · a7 negres peó · e4 negres dama · b2 blanques torre · f2 blanques dama · a1 blanques rei · b1 blanques torre | a8 negres rei · b8 negres torre · h8 negres torre · a7 negres peó · e4 negres dama · b2 blanques torre · f2 blanques dama · a1 blanques rei · b1 blanques torre | 5 |
| 4 | a8 negres rei · b8 negres torre · h8 negres torre · a7 negres peó · e4 negres dama · b2 blanques torre · f2 blanques dama · a1 blanques rei · b1 blanques torre | a8 negres rei · b8 negres torre · h8 negres torre · a7 negres peó · e4 negres dama · b2 blanques torre · f2 blanques dama · a1 blanques rei · b1 blanques torre | a8 negres rei · b8 negres torre · h8 negres torre · a7 negres peó · e4 negres dama · b2 blanques torre · f2 blanques dama · a1 blanques rei · b1 blanques torre | a8 negres rei · b8 negres torre · h8 negres torre · a7 negres peó · e4 negres dama · b2 blanques torre · f2 blanques dama · a1 blanques rei · b1 blanques torre | a8 negres rei · b8 negres torre · h8 negres torre · a7 negres peó · e4 negres dama · b2 blanques torre · f2 blanques dama · a1 blanques rei · b1 blanques torre | a8 negres rei · b8 negres torre · h8 negres torre · a7 negres peó · e4 negres dama · b2 blanques torre · f2 blanques dama · a1 blanques rei · b1 blanques torre | a8 negres rei · b8 negres torre · h8 negres torre · a7 negres peó · e4 negres dama · b2 blanques torre · f2 blanques dama · a1 blanques rei · b1 blanques torre | a8 negres rei · b8 negres torre · h8 negres torre · a7 negres peó · e4 negres dama · b2 blanques torre · f2 blanques dama · a1 blanques rei · b1 blanques torre | 4 |
| 3 | a8 negres rei · b8 negres torre · h8 negres torre · a7 negres peó · e4 negres dama · b2 blanques torre · f2 blanques dama · a1 blanques rei · b1 blanques torre | a8 negres rei · b8 negres torre · h8 negres torre · a7 negres peó · e4 negres dama · b2 blanques torre · f2 blanques dama · a1 blanques rei · b1 blanques torre | a8 negres rei · b8 negres torre · h8 negres torre · a7 negres peó · e4 negres dama · b2 blanques torre · f2 blanques dama · a1 blanques rei · b1 blanques torre | a8 negres rei · b8 negres torre · h8 negres torre · a7 negres peó · e4 negres dama · b2 blanques torre · f2 blanques dama · a1 blanques rei · b1 blanques torre | a8 negres rei · b8 negres torre · h8 negres torre · a7 negres peó · e4 negres dama · b2 blanques torre · f2 blanques dama · a1 blanques rei · b1 blanques torre | a8 negres rei · b8 negres torre · h8 negres torre · a7 negres peó · e4 negres dama · b2 blanques torre · f2 blanques dama · a1 blanques rei · b1 blanques torre | a8 negres rei · b8 negres torre · h8 negres torre · a7 negres peó · e4 negres dama · b2 blanques torre · f2 blanques dama · a1 blanques rei · b1 blanques torre | a8 negres rei · b8 negres torre · h8 negres torre · a7 negres peó · e4 negres dama · b2 blanques torre · f2 blanques dama · a1 blanques rei · b1 blanques torre | 3 |
| 2 | a8 negres rei · b8 negres torre · h8 negres torre · a7 negres peó · e4 negres dama · b2 blanques torre · f2 blanques dama · a1 blanques rei · b1 blanques torre | a8 negres rei · b8 negres torre · h8 negres torre · a7 negres peó · e4 negres dama · b2 blanques torre · f2 blanques dama · a1 blanques rei · b1 blanques torre | a8 negres rei · b8 negres torre · h8 negres torre · a7 negres peó · e4 negres dama · b2 blanques torre · f2 blanques dama · a1 blanques rei · b1 blanques torre | a8 negres rei · b8 negres torre · h8 negres torre · a7 negres peó · e4 negres dama · b2 blanques torre · f2 blanques dama · a1 blanques rei · b1 blanques torre | a8 negres rei · b8 negres torre · h8 negres torre · a7 negres peó · e4 negres dama · b2 blanques torre · f2 blanques dama · a1 blanques rei · b1 blanques torre | a8 negres rei · b8 negres torre · h8 negres torre · a7 negres peó · e4 negres dama · b2 blanques torre · f2 blanques dama · a1 blanques rei · b1 blanques torre | a8 negres rei · b8 negres torre · h8 negres torre · a7 negres peó · e4 negres dama · b2 blanques torre · f2 blanques dama · a1 blanques rei · b1 blanques torre | a8 negres rei · b8 negres torre · h8 negres torre · a7 negres peó · e4 negres dama · b2 blanques torre · f2 blanques dama · a1 blanques rei · b1 blanques torre | 2 |
| 1 | a8 negres rei · b8 negres torre · h8 negres torre · a7 negres peó · e4 negres dama · b2 blanques torre · f2 blanques dama · a1 blanques rei · b1 blanques torre | a8 negres rei · b8 negres torre · h8 negres torre · a7 negres peó · e4 negres dama · b2 blanques torre · f2 blanques dama · a1 blanques rei · b1 blanques torre | a8 negres rei · b8 negres torre · h8 negres torre · a7 negres peó · e4 negres dama · b2 blanques torre · f2 blanques dama · a1 blanques rei · b1 blanques torre | a8 negres rei · b8 negres torre · h8 negres torre · a7 negres peó · e4 negres dama · b2 blanques torre · f2 blanques dama · a1 blanques rei · b1 blanques torre | a8 negres rei · b8 negres torre · h8 negres torre · a7 negres peó · e4 negres dama · b2 blanques torre · f2 blanques dama · a1 blanques rei · b1 blanques torre | a8 negres rei · b8 negres torre · h8 negres torre · a7 negres peó · e4 negres dama · b2 blanques torre · f2 blanques dama · a1 blanques rei · b1 blanques torre | a8 negres rei · b8 negres torre · h8 negres torre · a7 negres peó · e4 negres dama · b2 blanques torre · f2 blanques dama · a1 blanques rei · b1 blanques torre | a8 negres rei · b8 negres torre · h8 negres torre · a7 negres peó · e4 negres dama · b2 blanques torre · f2 blanques dama · a1 blanques rei · b1 blanques torre | 1 |
|   | a | b | c | d | e | f | g | h |   |

|   | a | b | c | d | e | f | g | h |   |
| 8 | e8 negres dama · f8 negres torre · g8 negres rei · g7 negres peó · f6 negres peó · g6 blanques peó · e2 blanques peó · d1 blanques dama · f1 blanques torre · h1 blanques torre | e8 negres dama · f8 negres torre · g8 negres rei · g7 negres peó · f6 negres peó · g6 blanques peó · e2 blanques peó · d1 blanques dama · f1 blanques torre · h1 blanques torre | e8 negres dama · f8 negres torre · g8 negres rei · g7 negres peó · f6 negres peó · g6 blanques peó · e2 blanques peó · d1 blanques dama · f1 blanques torre · h1 blanques torre | e8 negres dama · f8 negres torre · g8 negres rei · g7 negres peó · f6 negres peó · g6 blanques peó · e2 blanques peó · d1 blanques dama · f1 blanques torre · h1 blanques torre | e8 negres dama · f8 negres torre · g8 negres rei · g7 negres peó · f6 negres peó · g6 blanques peó · e2 blanques peó · d1 blanques dama · f1 blanques torre · h1 blanques torre | e8 negres dama · f8 negres torre · g8 negres rei · g7 negres peó · f6 negres peó · g6 blanques peó · e2 blanques peó · d1 blanques dama · f1 blanques torre · h1 blanques torre | e8 negres dama · f8 negres torre · g8 negres rei · g7 negres peó · f6 negres peó · g6 blanques peó · e2 blanques peó · d1 blanques dama · f1 blanques torre · h1 blanques torre | e8 negres dama · f8 negres torre · g8 negres rei · g7 negres peó · f6 negres peó · g6 blanques peó · e2 blanques peó · d1 blanques dama · f1 blanques torre · h1 blanques torre | 8 |
| 7 | e8 negres dama · f8 negres torre · g8 negres rei · g7 negres peó · f6 negres peó · g6 blanques peó · e2 blanques peó · d1 blanques dama · f1 blanques torre · h1 blanques torre | e8 negres dama · f8 negres torre · g8 negres rei · g7 negres peó · f6 negres peó · g6 blanques peó · e2 blanques peó · d1 blanques dama · f1 blanques torre · h1 blanques torre | e8 negres dama · f8 negres torre · g8 negres rei · g7 negres peó · f6 negres peó · g6 blanques peó · e2 blanques peó · d1 blanques dama · f1 blanques torre · h1 blanques torre | e8 negres dama · f8 negres torre · g8 negres rei · g7 negres peó · f6 negres peó · g6 blanques peó · e2 blanques peó · d1 blanques dama · f1 blanques torre · h1 blanques torre | e8 negres dama · f8 negres torre · g8 negres rei · g7 negres peó · f6 negres peó · g6 blanques peó · e2 blanques peó · d1 blanques dama · f1 blanques torre · h1 blanques torre | e8 negres dama · f8 negres torre · g8 negres rei · g7 negres peó · f6 negres peó · g6 blanques peó · e2 blanques peó · d1 blanques dama · f1 blanques torre · h1 blanques torre | e8 negres dama · f8 negres torre · g8 negres rei · g7 negres peó · f6 negres peó · g6 blanques peó · e2 blanques peó · d1 blanques dama · f1 blanques torre · h1 blanques torre | e8 negres dama · f8 negres torre · g8 negres rei · g7 negres peó · f6 negres peó · g6 blanques peó · e2 blanques peó · d1 blanques dama · f1 blanques torre · h1 blanques torre | 7 |
| 6 | e8 negres dama · f8 negres torre · g8 negres rei · g7 negres peó · f6 negres peó · g6 blanques peó · e2 blanques peó · d1 blanques dama · f1 blanques torre · h1 blanques torre | e8 negres dama · f8 negres torre · g8 negres rei · g7 negres peó · f6 negres peó · g6 blanques peó · e2 blanques peó · d1 blanques dama · f1 blanques torre · h1 blanques torre | e8 negres dama · f8 negres torre · g8 negres rei · g7 negres peó · f6 negres peó · g6 blanques peó · e2 blanques peó · d1 blanques dama · f1 blanques torre · h1 blanques torre | e8 negres dama · f8 negres torre · g8 negres rei · g7 negres peó · f6 negres peó · g6 blanques peó · e2 blanques peó · d1 blanques dama · f1 blanques torre · h1 blanques torre | e8 negres dama · f8 negres torre · g8 negres rei · g7 negres peó · f6 negres peó · g6 blanques peó · e2 blanques peó · d1 blanques dama · f1 blanques torre · h1 blanques torre | e8 negres dama · f8 negres torre · g8 negres rei · g7 negres peó · f6 negres peó · g6 blanques peó · e2 blanques peó · d1 blanques dama · f1 blanques torre · h1 blanques torre | e8 negres dama · f8 negres torre · g8 negres rei · g7 negres peó · f6 negres peó · g6 blanques peó · e2 blanques peó · d1 blanques dama · f1 blanques torre · h1 blanques torre | e8 negres dama · f8 negres torre · g8 negres rei · g7 negres peó · f6 negres peó · g6 blanques peó · e2 blanques peó · d1 blanques dama · f1 blanques torre · h1 blanques torre | 6 |
| 5 | e8 negres dama · f8 negres torre · g8 negres rei · g7 negres peó · f6 negres peó · g6 blanques peó · e2 blanques peó · d1 blanques dama · f1 blanques torre · h1 blanques torre | e8 negres dama · f8 negres torre · g8 negres rei · g7 negres peó · f6 negres peó · g6 blanques peó · e2 blanques peó · d1 blanques dama · f1 blanques torre · h1 blanques torre | e8 negres dama · f8 negres torre · g8 negres rei · g7 negres peó · f6 negres peó · g6 blanques peó · e2 blanques peó · d1 blanques dama · f1 blanques torre · h1 blanques torre | e8 negres dama · f8 negres torre · g8 negres rei · g7 negres peó · f6 negres peó · g6 blanques peó · e2 blanques peó · d1 blanques dama · f1 blanques torre · h1 blanques torre | e8 negres dama · f8 negres torre · g8 negres rei · g7 negres peó · f6 negres peó · g6 blanques peó · e2 blanques peó · d1 blanques dama · f1 blanques torre · h1 blanques torre | e8 negres dama · f8 negres torre · g8 negres rei · g7 negres peó · f6 negres peó · g6 blanques peó · e2 blanques peó · d1 blanques dama · f1 blanques torre · h1 blanques torre | e8 negres dama · f8 negres torre · g8 negres rei · g7 negres peó · f6 negres peó · g6 blanques peó · e2 blanques peó · d1 blanques dama · f1 blanques torre · h1 blanques torre | e8 negres dama · f8 negres torre · g8 negres rei · g7 negres peó · f6 negres peó · g6 blanques peó · e2 blanques peó · d1 blanques dama · f1 blanques torre · h1 blanques torre | 5 |
| 4 | e8 negres dama · f8 negres torre · g8 negres rei · g7 negres peó · f6 negres peó · g6 blanques peó · e2 blanques peó · d1 blanques dama · f1 blanques torre · h1 blanques torre | e8 negres dama · f8 negres torre · g8 negres rei · g7 negres peó · f6 negres peó · g6 blanques peó · e2 blanques peó · d1 blanques dama · f1 blanques torre · h1 blanques torre | e8 negres dama · f8 negres torre · g8 negres rei · g7 negres peó · f6 negres peó · g6 blanques peó · e2 blanques peó · d1 blanques dama · f1 blanques torre · h1 blanques torre | e8 negres dama · f8 negres torre · g8 negres rei · g7 negres peó · f6 negres peó · g6 blanques peó · e2 blanques peó · d1 blanques dama · f1 blanques torre · h1 blanques torre | e8 negres dama · f8 negres torre · g8 negres rei · g7 negres peó · f6 negres peó · g6 blanques peó · e2 blanques peó · d1 blanques dama · f1 blanques torre · h1 blanques torre | e8 negres dama · f8 negres torre · g8 negres rei · g7 negres peó · f6 negres peó · g6 blanques peó · e2 blanques peó · d1 blanques dama · f1 blanques torre · h1 blanques torre | e8 negres dama · f8 negres torre · g8 negres rei · g7 negres peó · f6 negres peó · g6 blanques peó · e2 blanques peó · d1 blanques dama · f1 blanques torre · h1 blanques torre | e8 negres dama · f8 negres torre · g8 negres rei · g7 negres peó · f6 negres peó · g6 blanques peó · e2 blanques peó · d1 blanques dama · f1 blanques torre · h1 blanques torre | 4 |
| 3 | e8 negres dama · f8 negres torre · g8 negres rei · g7 negres peó · f6 negres peó · g6 blanques peó · e2 blanques peó · d1 blanques dama · f1 blanques torre · h1 blanques torre | e8 negres dama · f8 negres torre · g8 negres rei · g7 negres peó · f6 negres peó · g6 blanques peó · e2 blanques peó · d1 blanques dama · f1 blanques torre · h1 blanques torre | e8 negres dama · f8 negres torre · g8 negres rei · g7 negres peó · f6 negres peó · g6 blanques peó · e2 blanques peó · d1 blanques dama · f1 blanques torre · h1 blanques torre | e8 negres dama · f8 negres torre · g8 negres rei · g7 negres peó · f6 negres peó · g6 blanques peó · e2 blanques peó · d1 blanques dama · f1 blanques torre · h1 blanques torre | e8 negres dama · f8 negres torre · g8 negres rei · g7 negres peó · f6 negres peó · g6 blanques peó · e2 blanques peó · d1 blanques dama · f1 blanques torre · h1 blanques torre | e8 negres dama · f8 negres torre · g8 negres rei · g7 negres peó · f6 negres peó · g6 blanques peó · e2 blanques peó · d1 blanques dama · f1 blanques torre · h1 blanques torre | e8 negres dama · f8 negres torre · g8 negres rei · g7 negres peó · f6 negres peó · g6 blanques peó · e2 blanques peó · d1 blanques dama · f1 blanques torre · h1 blanques torre | e8 negres dama · f8 negres torre · g8 negres rei · g7 negres peó · f6 negres peó · g6 blanques peó · e2 blanques peó · d1 blanques dama · f1 blanques torre · h1 blanques torre | 3 |
| 2 | e8 negres dama · f8 negres torre · g8 negres rei · g7 negres peó · f6 negres peó · g6 blanques peó · e2 blanques peó · d1 blanques dama · f1 blanques torre · h1 blanques torre | e8 negres dama · f8 negres torre · g8 negres rei · g7 negres peó · f6 negres peó · g6 blanques peó · e2 blanques peó · d1 blanques dama · f1 blanques torre · h1 blanques torre | e8 negres dama · f8 negres torre · g8 negres rei · g7 negres peó · f6 negres peó · g6 blanques peó · e2 blanques peó · d1 blanques dama · f1 blanques torre · h1 blanques torre | e8 negres dama · f8 negres torre · g8 negres rei · g7 negres peó · f6 negres peó · g6 blanques peó · e2 blanques peó · d1 blanques dama · f1 blanques torre · h1 blanques torre | e8 negres dama · f8 negres torre · g8 negres rei · g7 negres peó · f6 negres peó · g6 blanques peó · e2 blanques peó · d1 blanques dama · f1 blanques torre · h1 blanques torre | e8 negres dama · f8 negres torre · g8 negres rei · g7 negres peó · f6 negres peó · g6 blanques peó · e2 blanques peó · d1 blanques dama · f1 blanques torre · h1 blanques torre | e8 negres dama · f8 negres torre · g8 negres rei · g7 negres peó · f6 negres peó · g6 blanques peó · e2 blanques peó · d1 blanques dama · f1 blanques torre · h1 blanques torre | e8 negres dama · f8 negres torre · g8 negres rei · g7 negres peó · f6 negres peó · g6 blanques peó · e2 blanques peó · d1 blanques dama · f1 blanques torre · h1 blanques torre | 2 |
| 1 | e8 negres dama · f8 negres torre · g8 negres rei · g7 negres peó · f6 negres peó · g6 blanques peó · e2 blanques peó · d1 blanques dama · f1 blanques torre · h1 blanques torre | e8 negres dama · f8 negres torre · g8 negres rei · g7 negres peó · f6 negres peó · g6 blanques peó · e2 blanques peó · d1 blanques dama · f1 blanques torre · h1 blanques torre | e8 negres dama · f8 negres torre · g8 negres rei · g7 negres peó · f6 negres peó · g6 blanques peó · e2 blanques peó · d1 blanques dama · f1 blanques torre · h1 blanques torre | e8 negres dama · f8 negres torre · g8 negres rei · g7 negres peó · f6 negres peó · g6 blanques peó · e2 blanques peó · d1 blanques dama · f1 blanques torre · h1 blanques torre | e8 negres dama · f8 negres torre · g8 negres rei · g7 negres peó · f6 negres peó · g6 blanques peó · e2 blanques peó · d1 blanques dama · f1 blanques torre · h1 blanques torre | e8 negres dama · f8 negres torre · g8 negres rei · g7 negres peó · f6 negres peó · g6 blanques peó · e2 blanques peó · d1 blanques dama · f1 blanques torre · h1 blanques torre | e8 negres dama · f8 negres torre · g8 negres rei · g7 negres peó · f6 negres peó · g6 blanques peó · e2 blanques peó · d1 blanques dama · f1 blanques torre · h1 blanques torre | e8 negres dama · f8 negres torre · g8 negres rei · g7 negres peó · f6 negres peó · g6 blanques peó · e2 blanques peó · d1 blanques dama · f1 blanques torre · h1 blanques torre | 1 |
|   | a | b | c | d | e | f | g | h |   |